# Manuel Marques de Sousa
Manuel Marques de Sousa, Conde de Porto Alegre (Rio Grande, 13 de junho de 1804 – Rio de Janeiro, 18 de julho de 1875), apelidado de "O Centauro de Luvas", foi um militar, político, abolicionista e monarquista brasileiro. Ele nasceu em uma família rica e de tradição militar, entrando no Exército em 1817 quando ainda era criança. Sua iniciação militar ocorreu na Guerra contra Artigas, que teve seu território anexado e se tornou em 1821 a província brasileira da Cisplatina. Ele ficou envolvido durante boa parte da década de 1820 no esforço brasileiro para manter a Cisplatina como parte de seu território, primeiro durante a independência do Brasil e depois na Guerra da Cisplatina. No final a província conseguiu se separar e se tornou a nação independente do Uruguai.
Alguns anos depois em 1835 a província de São Pedro do Rio Grande do Sul se rebelou na Revolução Farroupilha. O conflito durou quase dez anos e Porto Alegre liderou o exército em vários confrontos. Ele teve um papel importante ao salvar a capital provincial dos rebeldes farrapos, permitindo que as forças governamentais conseguissem um fundamental ponto de apoio. Porto Alegre liderou uma divisão brasileira em 1852 na Guerra do Prata em uma invasão contra a Confederação Argentina. Recebeu um título de nobreza e foi sucessivamente barão, visconde e por fim conde.
Nos anos pós-guerra ele voltou sua atenção para a política e se aposentou como tenente-general, então a segunda maior patente do exército. Ele se afiliou ao Partido Liberal e foi eleito deputado representando São Pedro do Rio Grande do Sul. Porto Alegre também fundou o Partido Progressista-Liberal no nível provincial – uma coalizão de Liberais como ele e alguns membros do Partido Conservador. Ele brevemente serviu como Ministro da Guerra (ver Gabinete Zacarias de 1862). Porto Alegre voltou ao serviço militar quando estourou a Guerra do Paraguai. Foi um dos principais comandantes brasileiros durante o conflito e sua participação ficou marcada por importantes vitórias, além de brigas constantes com seus aliados argentinos e uruguaios.
Porto Alegre voltou para a carreira política ao final do confronto. Se tornou um grande defensor da abolição da escravatura e patrono da literatura e ciência. Ele morreu em julho de 1875 enquanto servia novamente no parlamento. Era muito estimado até a abolição da monarquia em 1889, caindo na obscuridade por ser considerado muito próximo do antigo regime. Sua reputação foi posteriormente reabilitada até certo ponto por historiadores, com alguns o considerando como uma das maiores figuras militares da história do Brasil.

## Início de vida

### Nascimento
Manuel Marques de Sousa nasceu no dia 13 de junho de 1804 em Rio Grande. A cidade estava localizada em Rio Grande de São Pedro, então uma capitania no sul da colônia portuguesa do Brasil. Seus pais eram Manuel Marques de Sousa e Senhorinha Inácia da Silveira. Ele tinha quatro irmãos mais novos: duas irmãs e dois irmãos. Sua família descendia de portugueses e era rica e influente, sendo dona de ranchos e enormes rebanhos de gado. Seu pai e seu avô paterno, também chamado Manuel Marques de Sousa, eram soldados experientes que participaram das guerras coloniais. Seu avô era também na época o homem mais rico da capitania.
Rio Grande de São Pedro era escassamente povoada e estava longe da capital colonial Rio de Janeiro, sendo assim frequentemente o alvo de invasões vindas da colônia hispano-americana vizinha do Rio da Prata. Pela capitania ter de ser autossuficiente, seus habitantes viviam como mercadores, fazendeiros ou rancheiros, enquanto frequentemente também serviam como soldados ou miliciantes. Donos de grandes propriedades de terra como o pai e o avô de Marques de Sousa forneciam comida, equipamentos e proteção para si mesmos e para os familiares que viviam nas suas áreas de controle. Suas principais fontes de defesa eram formadas em sua maioria por trabalhadores convocados para serem soldados. Marques de Sousa cresceu em um ambiente hostil, e desde cedo ouviu histórias de guerra que contavam as realizações de seus parentes contra os invasores hispano-americanos.

### Guerra contra Artigas
A família real portuguesa fugiu para o Brasil em 1808 e se estabeleceu no Rio de Janeiro. As colônias hispano-americanas viraram alvos fáceis já que estavam tomadas por tumultos e assoladas por guerras de independência contra o Império Espanhol. D. João, Príncipe Regente (futuro rei D. João VI), ordenou em 1811 a invasão da Banda Oriental, que fazia fronteira com a agora capitania de São Pedro do Rio Grande do Sul. A tentativa de conquistar toda a região foi um fracasso. João lançou outra invasão alguns anos depois em 1816, que teve a participação do pai e avô de Marques de Sousa. Ele pediu permissão ao avô em 1817, então com apenas treze anos, para poder lutar na guerra. O Marques de Sousa mais velho concordou e permitiu que o mais jovem aprendesse táticas de guerrilha a cavalo perto da cidade de Jaguarão.
Meses depois em 20 de janeiro de 1818, Marques de Sousa se alistou no exército como cadete no 1.º Regimento de Cavalaria Leve na Divisão de Voluntários Reais. O regimento foi enviado para Montevidéu, a maior cidade da Banda Oriental. Ele lutou na Batalha de Pando em 30 de março e na Batalha de Manga perto de Montevidéu em 1 de abril. Foi bem sucedido nos dois confrontos e foi promovido em 24 de junho para alferes, sendo também nomeado como adjunto do comandante geral o tenente-general Carlos Frederico Lecor, Barão da Laguna (posterior Visconde da Laguna).
Anos mais tarde já com certa idade, Marques de Sousa lembraria-se com carinho sobre sua promoção: "Nunca em minha vida julguei-me tão grande, nem experimentei tal alegria inefável ... como no dia que coloquei meus punhos nas mangas de alferes. Eu andei pelas ruas da cidade, olhando para mim mesmo, presunçoso, acreditando que todos que olhavam com admiração invejavam minha sorte, que todas as damas enamoradas disputavam pela minha mão".  Ele permaneceu na defesa de Montevidéu pelo restante do conflito. A conquista da Banda Oriental se encerrou em julho de 1821, quando Portugal declarou o território como uma província do Brasil com o nome de Cisplatina.

### Guerras pela Cisplatina

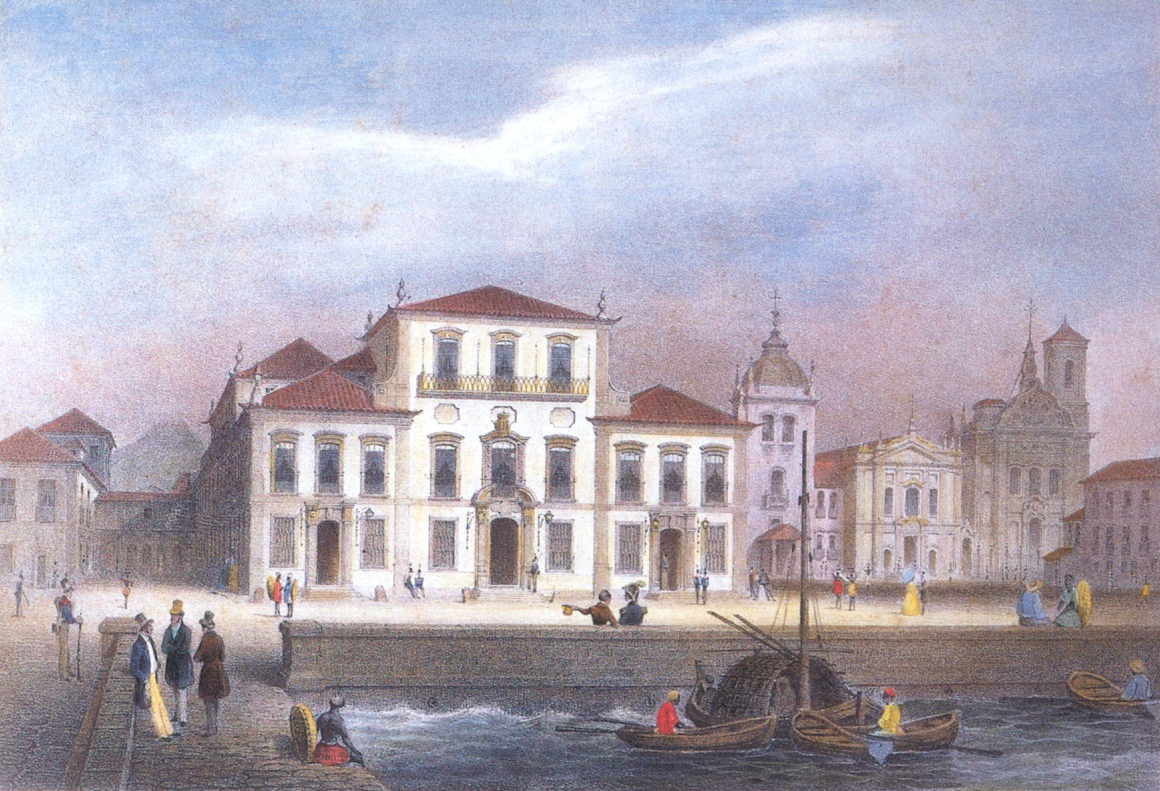
Rio de Janeiro c. 1818, com o Paço Imperial ao centro

No final de 1822 chegou em Montevidéu a notícia que D. Pedro, Príncipe Real e herdeiro de João VI, tinha declarado no dia 7 de setembro a independência do Brasil e havia sido aclamado imperador como D. Pedro I em 12 de outubro. Marques de Sousa foi enviado para o Rio de Janeiro pelo Barão da Laguna a fim de jurar lealdade ao novo monarca em nome do exército no sul. O jovem era uma boa escolha para a tarefa; ele tinha boas ligações na capital (seu tio era o Ministro da Guerra), era culto e bem-educado. Marques de Sousa era um homem bonito de altura mediana com cabelos encaracolados escuros e olhos castanhos. De aparência fastidiosa, ele sempre se preocupava em estar bem-vestido, mesmo em batalhas, e seus contemporâneos notaram que ele também tinha unhas cortadas e limpas. Marques de Sousa era alegre e galante, com uma "voz agradável e bem afinada em conversas, ampla e retumbante em comando".
A independência brasileira não foi totalmente bem recebida no sul. Parte do exército, liderado por D. Álvaro da Costa de Sousa de Macedo (posterior Conde da Ilha da Madeira), se entrincheirou em Montevidéu e permaneceu leal a Portugal. A cidade foi cercada pelas forças comandadas por Laguna. Marques de Sousa serviu sob o comando de seu pai assim que voltou do Rio de Janeiro, participando do cerco e depois lutando na bem-sucedida Batalha de Las Piedras no dia 18 de maio de 1823. Macedo e seus homens se renderam no começo de 1824. O fim da Guerra da independência do Brasil veio a um alto custo para Marques de Sousa: seu pai foi misteriosamente envenenado em 21 de novembro de 1824, deixando-o na posição de patriarca com apenas vinte anos de idade (seu avô havia morrido de velhice em 22 de abril de 1822). Ele foi promovido a tenente em 1 de dezembro de 1824 por seus atos de bravura durante a guerra.
Os secessionistas da Cisplatina se rebelaram alguns meses depois em abril de 1825. As Províncias Unidas do Rio da Prata tentaram anexar o território, e em retaliação o Império do Brasil declarou guerra, iniciando a Guerra da Cisplatina. Marques de Sousa estava na época no Rio de Janeiro estudando na Real Academia de Artilharia, Fortificação e Desenho, porém recebeu ordens de voltar a Montevidéu. Ele logo foi nomeado adjunto do brigadeiro Sebastião Barreto Pereira Pinto, comandante da 1.º Divisão, que estava defendendo São Pedro do Rio Grande do Sul. Marques de Sousa lutou em 20 de fevereiro de 1827 na mal sucedida Batalha do Passo do Rosário. Por seus atos de bravura durante a batalha foi promovido em 20 de março para capitão, sendo designado em 16 de agosto como adjunto do agora Visconde da Laguna, comandante geral das forças terrestres brasileiras. Marques de Sousa depois lutou na Batalha de Camaquã em 28 de abril e participou de outros pequenos ataques.

## Revolução Farroupilha

### Ameaça

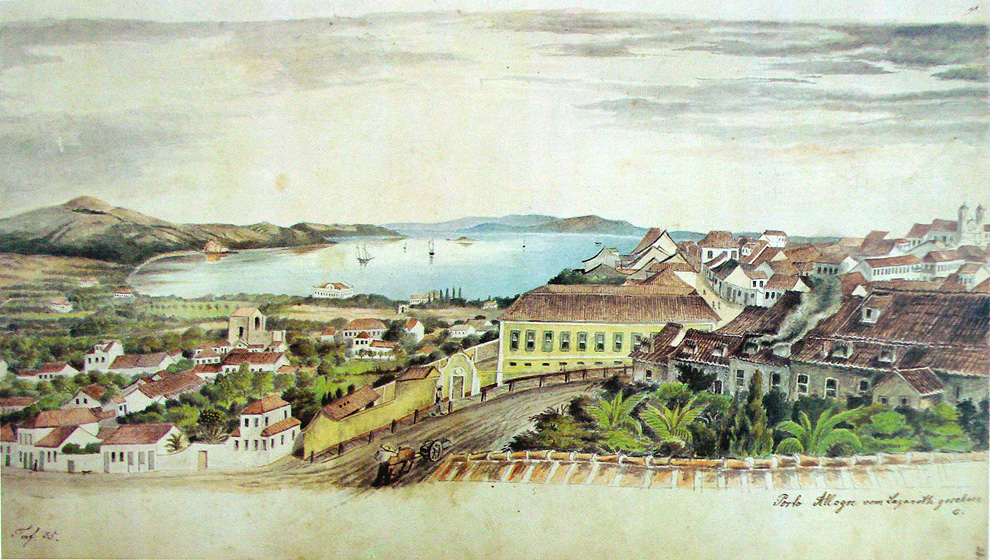
Porto Alegre alguns anos depois do fim da Revolução Farroupilha. Por Herrmann Rudolf Wendroth

Em 1828 o Brasil não mais conseguia manter os esforços de guerra no sul e em abril acabou cedendo a Cisplatina, que se tornou o país independente do Uruguai. Marques de Sousa foi enviado a Montevidéu para servir sob o marechal de campo Manuel Jorge Rodrigues, que comandava a força brasileira temporariamente postada no novo país. Ele foi feito major interino em 29 de março de 1829 e em 28 de agosto do ano seguinte foi colocado no comando da 6.ª Companhia do 4.º Regimento de Cavalaria Leve. A unidade ficava em São Pedro do Rio Grande do Sul e anteriormente havia sido comandada por seu pai e seu avô paterno.
A trégua pacífica após o conflito da Cisplatina não durou muito. Uma guerra civil estourou em São Pedro do Rio Grande do Sul no dia 20 de setembro de 1835. A revolta, conhecida como Revolução Farroupilha, começou depois do presidente provincial Antônio Rodrigues Fernandes Braga ter sido deposto do cargo através de um golpe de estado organizado pelo militar Bento Gonçalves. Apesar do nome, os rebeldes farrapos eram donos de terras, assim como Marques de Sousa, que tentaram tomar o poder pela força depois de perderem as eleições. Marques de Sousa foi um dos oficiais da província que permaneceu leal ao presidente deposto. Ele lutou na Batalha do Arroio Grande em 14 de outubro de 1835, onde as forças rebeldes foram derrotadas. Entretanto, as forças leais ao governo legítimo estavam seriamente em menor número. Marques de Sousa e Fernandes Braga partiram para o Rio de Janeiro a fim de pedir ajuda, porém o governo central não foi capaz de prestar grande auxílio já que outras revoltas e tumultos haviam estourado pelo país. Ele foi colocado no comando do 1.º Batalhão de Caçadores, uma unidade de infantaria, e embarcou em 8 de março de 1836 para Pelotas, sul da província, depois de ser nomeado seu comandante militar.
Pelotas foi cercada e conquistada pelos farrapos em 7 de abril de 1836. Marques de Sousa foi feito prisioneiro e levado até Porto Alegre, a capital provincial, que estava sob o controle rebelde desde o início da revolta. Ele foi mantido em uma presiganga (navio prisão). Durante seu aprisionamento, com a ajuda dos cidadãos de Porto Alegre, ele conseguiu convencer alguns soldados rebeldes a desertarem, tomando o controle da cidade durante as primeiras horas do dia 15 de junho e prendendo os farrapos restantes. Ele repeliu os rebeldes por terra e mar em ataques contra Porto Alegre nos dias 18 e 30 de junho, e 15 e 20 de julho; dessa forma, a cidade permaneceu nas mãos dos lealistas pelo restante do conflito. O governo imperial promoveu Marques de Sousa a major permanente em 18 de fevereiro de 1837 em reconhecimento de seu papel vital. O equilíbrio do poder virou contra os farrapos apenas alguns meses depois da declaração de independência do Rio Grande do Sul em 11 de setembro de 1836. Apesar de empolgados por seus sucessos iniciais, os rebeldes não conseguiram alcançar o controle total da província.

### Pacificação

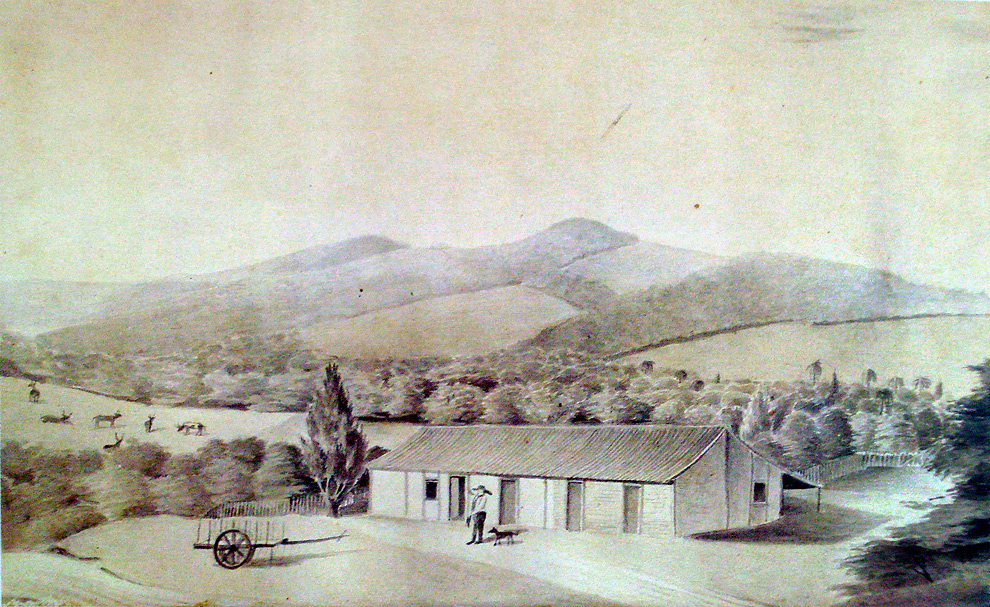
O interior de São Pedro do Rio Grande do Sul. Por Herrmann Rudolf Wendroth

A longa e árdua estrada entre Pelotas e Porto Alegre mais as dificuldades que enfrentou na presiganga tiveram um enorme impacto na sua saúde: ele sofreu de reumatismo e artrite pelo resto da vida. Com Porto Alegre segura, Marques de Sousa recebeu uma licença para se recuperar. Ele viajou para a Europa no meio de 1837 para se tratar. Depois de um ano fora e ainda se sentindo mal, Marques de Sousa voltou e isolou-se em Porto Alegre. Foi feito tenente-coronel interino em 20 de agosto de 1838. Ele voltou para o serviço ativo apenas no início de 1840, logo depois de ter sido promovido a tenente-coronel permanente em 2 de dezembro de 1839 e nomeado comandante do 2.º Regimento de Cavalaria Leve. Entretanto, a guerra contra os farrapos continuava e Marques de Sousa se encontrou e derrotou os rebeldes no dia 16 de setembro de 1841 na Batalha de Várzea do Varejão. Foi promovido novamente em 27 de março de 1842 e recebeu a patente de coronel.
O curso do conflito tomou uma virada radical em 1842 quando o governo enviou Luís Alves de Lima e Silva, Barão de Caxias (posterior Duque de Caxias) para colocar um fim na revolta. Marques de Sousa provavelmente o conheceu durante a curta visita que Caxias havia feito a província em 1839 como parte da comitiva do Ministro da Guerra. Eles depois acabariam por manter uma correspondência amigável. Marques de Sousa foi tirado de seu posto no 2.º Regimento de Cavalaria Leve e colocado no comando da 7.ª Brigada, que fazia parte da 1.ª Divisão. A brigada era formada por seu antigo regimento de cavalaria e por uma cavalaria da Guarda Nacional.
Diferentemente de seus predecessores que eram notáveis por sua inércia, Caxias foi para a ofensiva desde o início. Marques de Sousa atacou a capital rebelde Piratini em julho de 1843, descobrindo que ela havia sido totalmente abandonada pelos farrapos. De lá marchou para Pelotas e recapturou a cidade que havia perdido em 1836. Ele lutou contra uma pequena escaramuça rebelde em 2 de dezembro perto do principal acampamento imperial. Marques de Sousa permaneceu na proteção do vilarejo de São Gabriel durante boa parte de 1844. Os farrapos estavam fugindo nessa época e passaram a pedir paz. Caxias escolheu Marques de Sousa para levar um representante rebelde até o Rio de Janeiro para discutir um acordo de paz, chegando em 12 de dezembro. Um acordo foi alcançado e a guerra chegou ao fim em 1 de março de 1845.

## Guerras e política

### Guerra do Prata

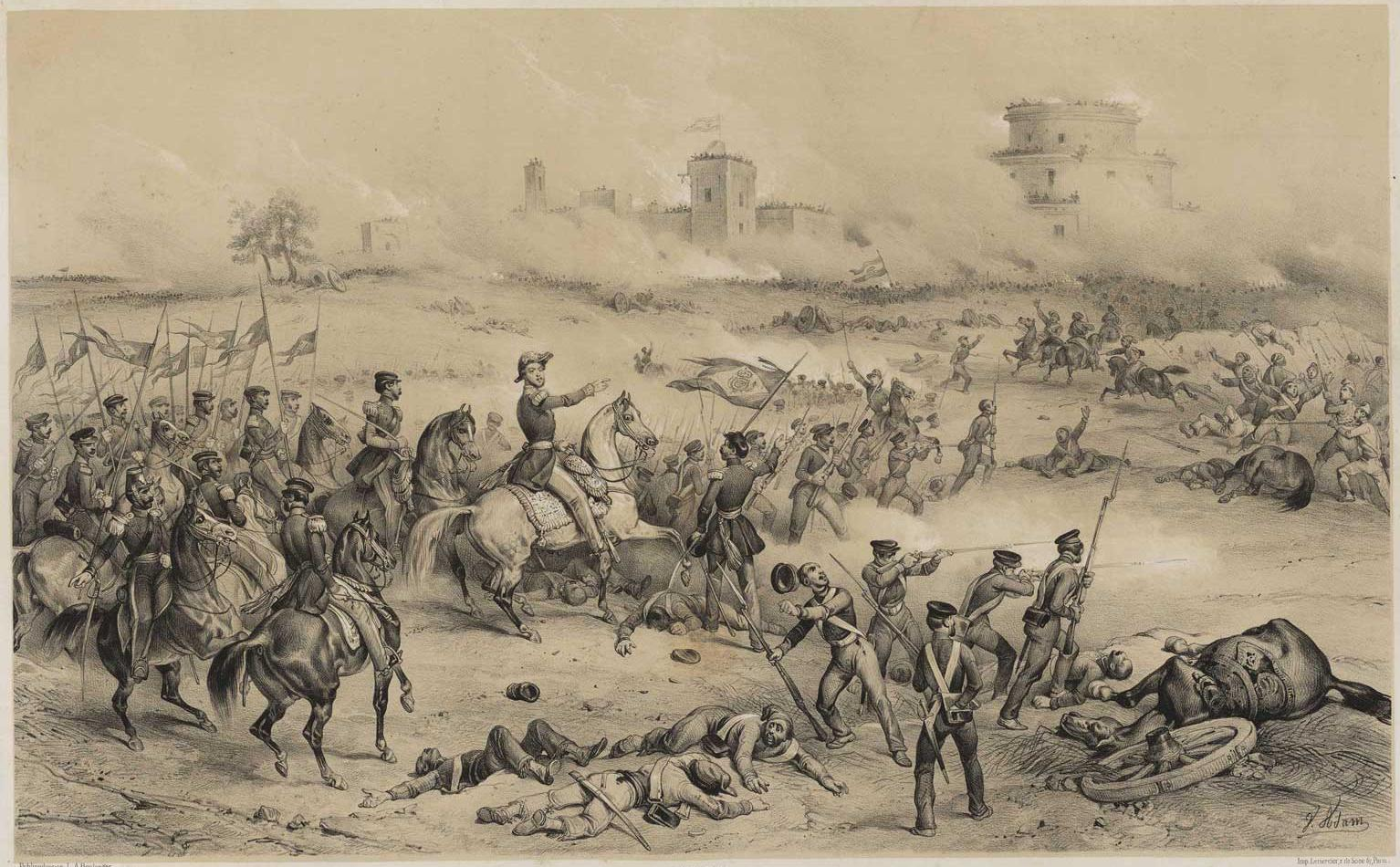
Marques de Sousa (a cavalo, apontando para frente) liderando a 1.º Divisão na Batalha de Monte Caseros

A Assembleia Provincial de São Pedro do Rio Grande do Sul havia sido fechada em 1837 e nenhuma eleição ocorreu devido a Revolução Farroupilha. Com o fim do conflito, Marques de Sousa concorreu a deputado provincial em 1845 e foi eleito para a legislatura que iniciava-se em 1846, porém não era afiliado a nenhum partido. Ele se casou em 28 de novembro de 1846 com Maria Balbina Álvares da Gama, filha de José Gama Lobo de Eça (posterior Barão de Saicã). A única filha do casal, Maria Manuela da Gama Marques, nasceu menos de um ano e meio depois. Marques de Sousa se tornou brigadeiro interino em 14 de março de 1847 e foi colocado no comando da 2.º Brigada de Cavalaria até abril do ano seguinte. Ele mais tarde foi promovido a brigadeiro permanente em 14 de agosto de 1850. Sua esposa morreu em 11 de junho de 1851 durante o parto de uma criança natimorta, deixando-o sozinho para cuidar da filha de três anos.
Um mês depois em 18 de agosto, Juan Manuel de Rosas, o ditador da Confederação Argentina, declarou guerra contra o Brasil e iniciou a Guerra do Prata. Marques de Sousa havia sido avisado por Caxias ainda em 27 de julho de 1844 sobre a possibilidade de um conflito armado entre os dois países. O governo brasileiro havia se preparado para a ameaça e formou uma aliança antiRosas com o Uruguai e as províncias argentinas dissidentes de Corrientes e Entre Ríos. Caxias foi nomeado o comandante geral das forças terrestres brasileiras e colocou Marques de Sousa no comando da 2.ª Brigada, parte da 2.ª Divisão. O exército brasileiro cruzou para o Uruguai em setembro. Enquanto o exército estava acampado no vilarejo de Santa Lucia perto de Montevidéu, Marques de Sousa foi promovido em 17 de novembro para o comando da 1.ª Divisão. A escolha, feita por Caxias, foi controversa já que existiam dois oficiais mais graduados a frente da linha e que foram ignorados por serem estrangeiros.
Os aliados decidiram dividir suas forças em duas: uma multinacional (ver: Grande Exército Aliado de Libertação) que tinha uma divisão brasileira e uma segunda força (Exército Brasileiro) composta inteiramente de brasileiros comandados por Caxias. Marques de Sousa liderou sua divisão junto com tropas argentinas e uruguaias e invadiu a Argentina. Ele achou muito desconfortável a longa marcha até Buenos Aires, capital argentina. Ele havia passado sua vida até aquele momento lutando contra hispano-americanos e agora marchava como seu aliado. Marques de Sousa não confiava neles, e eles não confiavam nele. A única pessoa com quem compartilhava seus pensamentos, ainda assim de maneira reservada, era Domingo Faustino Sarmiento (depois presidente da Argentina): "Nós [brasileiros] formamos aqui um grupo separado; nós não conversamos com ninguém; ninguém se aproxima de nós e podemos dizer que caminhamos entre inimigos". Eles enfrentaram o exército de Rosas em 3 de fevereiro de 1852 na Batalha de Monte Caseros. Os aliados saíram vitoriosos e Rosas fugiu para o Reino Unido, com Marques de Sousa adquirindo sua carruagem como troféu.

### Líder partidário

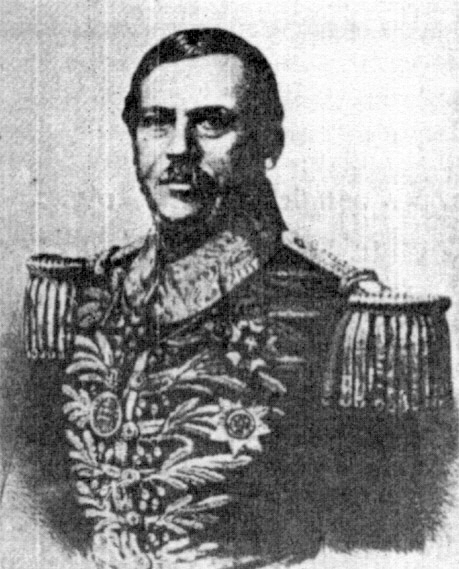
Porto Alegre em 1861

Marques de Sousa foi promovido a marechal de campo em 3 de março de 1852 e recebeu do imperador D. Pedro II o título de nobreza de Barão de Porto Alegre. Foi uma recompensa por sua vitória em Monte Caseros, más também um reconhecimento por seu papel vital da retomada da cidade de Porto Alegre em 1836 durante a Revolução Farroupilha. Suas realizações ficaram muito conhecidas pelo Brasil. Ele substituiu Caxias como o comandante do exército em 26 de junho após seu retorno para casa. Pouco depois em 24 de setembro, Porto Alegre (como Marques de Sousa ficou conhecido) foi tirado do posto e nomeado comandante das armas de São Pedro do Rio Grande do Sul, posição que manteve até 5 de março de 1853 quando pediu para ser dispensado.
Como um dos maiores proprietários de terra de São Pedro do Rio Grande do Sul, e agora herói de guerra, Porto Alegre acreditava em 1852 que poderia conseguir um lugar no senado, porém sua candidatura falhou. O imperador acabou escolhendo um de seus rivais como senador a partir de uma lista que continha o nome dos candidatos mais votados. Durante a campanha ele fundou e se tornou o chefe do Partido Progressista-Liberal, uma coalizão provincial que tinha seus membros vindos de dois partidos nacionais: o Partido Liberal (do qual Porto Alegre fazia parte) e o Partido da Ordem (então cada vez mais conhecido como o Partido Conservador). Sua vida pessoal melhorou muito ao se casar em 11 de junho de 1855 com Bernardina Soares de Paiva, 35 anos mais nova que ele. O casamento foi feliz e eles tiveram duas filhas, Maria Bernardina em 1860 e Clara em 1873. Porto Alegre teve uma filha bastarda chamada Maria Manuela Marques no período entre seus dois casamentos, porém mais tarde ele a legitimou. Porto Alegre pediu e conseguiu uma aposentadoria militar em 7 de julho de 1856 e foi elevado para tenente-general, na época a segunda maior patente do exército brasileiro.
Logo veio a oportunidade de subir da política provincial para a nacional. Honório Hermeto Carneiro Leão, Marquês do Paraná e Presidente do Conselho de Ministros (primeiro-ministro), estava enfrentando enorme oposição no parlamento vinda de seu próprio Partido Conservador. Paraná sabia que princípios partidários eram ignorados e vistos como irrelevantes nos níveis provincial e local. O gabinete sozinho conseguia usar o clientelismo para adquirir o apoio de chefes locais para seus candidatos nacionais, incluindo a província de São Pedro do Rio Grande do Sul. Porto Alegre era um Liberal aliado aos Conservadores de sua província. Ele prometeu apoio a Paraná e foi eleito em 1857 como deputado, sendo reeleito em 1860.
Ele fundou em 19 de fevereiro de 1860 o Instituto Histórico e Geográfico da Província de São Pedro e foi seu primeiro e único presidente. O instituto durou pouco e terminou quatro anos depois em 1864. Porto Alegre estava entre os Liberais que em 1862, junto com alguns Conservadores dissidentes, fundaram a Liga Progressista, novo partido que substituiu o Partido Liberal. Ele se tornou Ministro da Guerra em 24 de maio como membro do primeiro gabinete Progressista, liderado por Zacarias de Góis. Entretanto, o gabinete saiu do poder depois de apenas seis dias por causa de um voto de desconfiança. A Câmara dos Deputados foi dissolvida em 1863 e novas eleições foram convocadas, com Porto Alegre sendo reeleito e servindo até 1866.

## Guerra do Paraguai

### Cerco de Uruguaiana

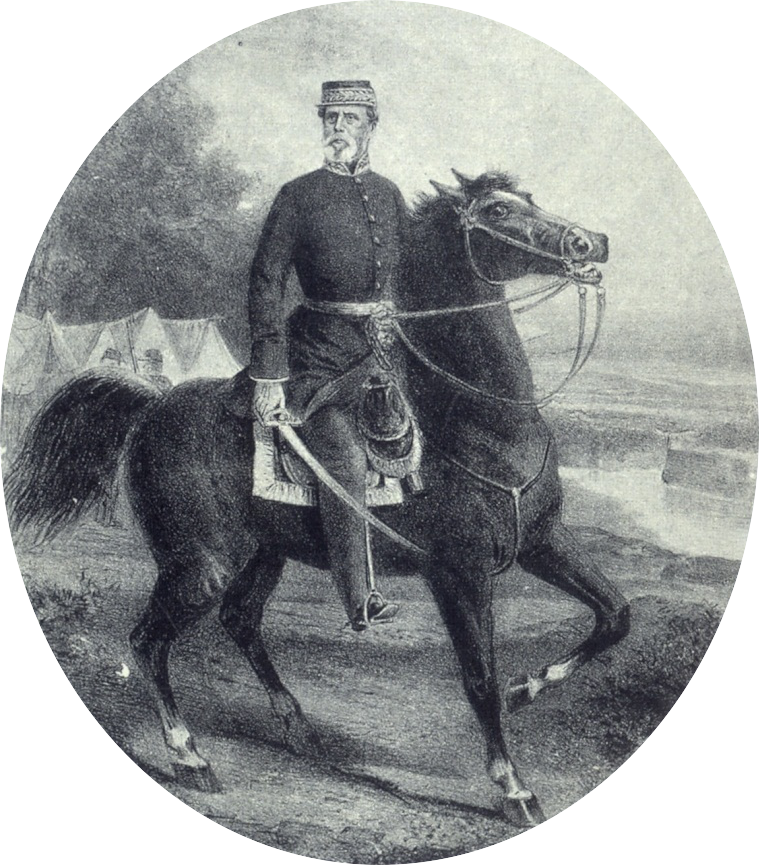
Porto Alegre c. 1866

O ditador paraguaio Francisco Solano López ordenou em dezembro de 1864 a invasão da província brasileira do Mato Grosso (atual estado do Mato Grosso do Sul), iniciando a Guerra do Paraguai. Quatro meses depois, tropas paraguaias invadiram o território argentino em preparação para um ataque contra São Pedro do Rio Grande do Sul. A situação na província estava caótica e os comandantes militares locais eram incapazes de montar uma resistência efetiva contra o Paraguai. Porto Alegre se ofereceu para voltar ao serviço ativo e em 21 de julho de 1865 o governo lhe deu o comando de todas as forças terrestres de São Pedro do Rio Grande do Sul. Ele partiu para Uruguaiana, uma pequena cidade no oeste da província onde o exército paraguaio estava cercado por uma força combinada de unidades brasileiras, argentinas e uruguaias.
Porto Alegre assumiu o comando do exército brasileiro em Uruguaiana no dia 21 de agosto de 1865. Desde o início ele teve uma relação acrimoniosa com seus aliados Bartolomé Mitre, presidente da Argentina, e Venancio Flores, presidente do Uruguai, que lideravam seus respectivos exércitos. Os anos não haviam diminuído o preconceito que Porto Alegre sentia por hispano-americanos; pelo contrário, haviam piorado. Flores sugeriu em 2 de setembro um ataque imediato a Uruguaiana, uma opção rejeitada por Porto Alegre e Joaquim Marques Lisboa, Visconde de Tamandaré (posterior Marquês de Tamandaré), o comandante geral da Marinha Brasileira. Tamandaré era primo em primeiro grau de Porto Alegre; suas mães eram irmãs. Quando Flores afirmou que poderia derrotar o exército paraguaio sozinho, foi caçoado pelos dois oficiais brasileiros.
Desde que havia chegado em Uruguaiana, Mitre reivindicava a posição de comandante geral de todas as forças aliadas participando do cerco  – uma precedência que Porto Alegre veementemente se recusou a reconhecer. Ele lembrou o presidente argentino que, de acordo com o Tratado da Tríplice Aliança, o exército imperial seria liderado por um oficial brasileiro enquanto estivesse em solo brasileiro. Porto Alegre mais tarde afirmou que "Eu preferiria responder a uma corte marcial ao invés de me subjugar, em nosso território, ao comando de um general estrangeiro". A disputa foi temporariamente colocada de lado quando Pedro II chegou pessoalmente ao fronte. O imperador resolveu a disputa ao sugerir que o exército aliado fosse dividido em três forças, uma liderada por Porto Alegre e outras duas lideradas por Mitre e Flores. A guarnição paraguaia se rendeu em 18 de setembro sem maiores derramamentos de sangue.

### Ofensiva no Paraguai

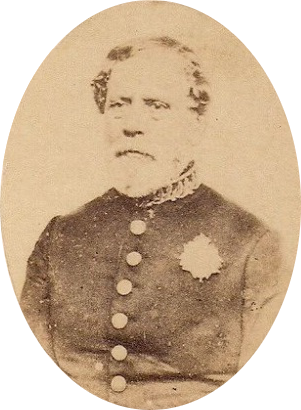
Porto Alegre c. 1867

Os aliados invadiram o Paraguai em abril de 1866, porém seu avanço foi bloqueado depois de alguns sucessos iniciais pela Fortaleza de Humaitá e outras fortificações ao longo do rio Paraguai. Porto Alegre inicialmente ficou em São Pedro do Rio Grande do Sul com o 2.º Corpo. Mitre, já fora do território brasileiro, foi reconhecido como o comandante geral aliado e planejou usar o exército de Porto Alegre para marchar através do território paraguaio pela retaguarda e cercar Humaitá. Como resultado de uma sugestão de Tamandaré – apesar do presidente argentino não ter emitido ordens para uma movimentação – Porto Alegre colocou seu exército em navios brasileiros e os levou para as posições já ocupadas pelas tropas aliadas.
Ele recebeu instruções de Mitre em 18 de agosto para atacar o Forte de Curuzú em uma operação que seria realizada sob o comando de Tamandaré. Entretanto, Porto Alegre se recusou a aceitar o comando do primo sob o argumento que ambos tinham a mesma patente, avisando que iria operar por conta própria em Curuzú. Ele era incapaz de submeter suas forças a uma ordem estrangeira e não estava disposto a acatar ordens emitidas por um aliado. A situação não melhorou nem quando os dois primos encontraram algo em comum em seu desgosto pelo comandante brasileiro do 1.º Corpo, o marechal de campo Polidoro Jordão (depois o Visconde de Santa Teresa). Jordão era ostracizado por apoiar Mitre e ser membro do Partido Conservador enquanto Porto Alegre e Tamandaré eram Progressistas.
Porto Alegre, que em agosto foi elevado para visconde, liderou um ataque anfíbio que durou do dia 1 ao 3 de setembro. Suas forças acabaram saindo vitoriosas da Batalha de Curuzú. O exército aliado marchou em seguida para o Forte de Curupaiti, parte da defesa externa de Humaitá. A Batalha de Curupaiti que se seguiu em 22 de setembro terminou em uma imensa derrota das forças aliadas. Os líderes da Tríplice Aliança culparam uns aos outros pelo fracasso, porém Porto Alegre praticamente só criticava Mitre. Ele disse: "Aqui está o resultado da falta de confiança do governo brasileiro em seus generais e da entrega de seus exércitos para generais estrangeiros". Para encerrar os conflitos internos, o Brasil colocou Caxias no comando de todas as forças brasileiras no Paraguai. Anteriormente amigos, Porto Alegre e Caxias (membro do Partido Conservador) haviam se distanciado por conta de política. Tamandaré foi substituído na marinha por Joaquim José Inácio (posterior Visconde de Inhaúma e membro do Partido Conservador), porém Porto Alegre permaneceu no comando do 2.º Corpo.
Os paraguaios realizaram um ataque surpresa contra o acampamento aliado em Tuiuti pouco antes do amanhecer do dia 3 de novembro de 1867, quebrando as linhas argentinas. Quando Porto Alegre viu o caos – soldados argentinos fugindo e paraguaios dentro do perímetro brasileiro – ele gritou: "Aqui morre até o último brasileiro!" Durante a Segunda Batalha de Tuiuti, como foi chamada, ele lutou com seu sabre em combate mão-a-mão e perdeu dois cavalos. Porto Alegre e suas tropas, em desvantagem de três para um, impediram o avanço paraguaio e forçaram a retirada do inimigo. Sentindo-se muito mal de saúde e incapaz de montar no cavalo por mês, Porto Alegre foi dispensado do comando em 27 de janeiro de 1868. Ele voltou para São Pedro do Rio Grande do Sul e foi elevado para conde alguns meses depois.

## Retorno à política e morte

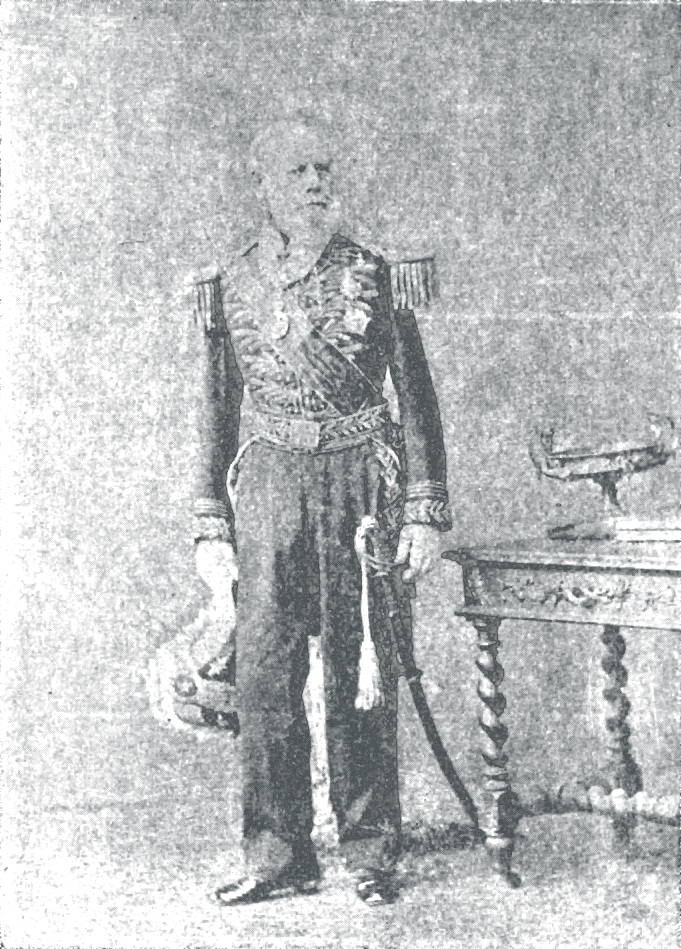
Porto Alegre c. 1875

Um gabinete Progressista liderado por Zacarias de Góis renunciou em 16 de julho de 1868 após uma crise política e Pedro II pediu para os Conservadores formarem um novo governo. Como sempre ocorria quando um partido voltava ao poder, novas eleições foram realizadas, porém foram marcadas por fraudes. As duas alas principais da Liga Progressista (os Progressistas, a qual Porto Alegre pertencia, e os Históricos) colocaram suas diferenças de lado e ficaram mais disciplinados em sua unidade, renomeando o partido para Partido Liberal. A guerra havia impedido que novas eleições fossem realizadas em São Pedro do Rio Grande do Sul em 1866, quando terminou o mandato de deputado de Porto Alegre. Como esperado, ele não foi reeleito nas eleições de 1869 organizadas sob o Partido Conservador. Porto Alegre então voltou sua atenção para a organização de um reduto Liberal em sua província natal. Ele se tornou o presidente do conselho de administração Liberal de São Pedro do Rio Grande do Sul depois de um pedido do Centro Liberal nacional.
Na mesma época, Porto Alegre se focou em outros dois projetos: o primeiro veio de seu duradouro interesse em promover a literatura e as ciências, e o segundo e mais ambicioso era lutar pela gradual abolição da escravidão. Pedro II abertamente pediu pela gradual erradicação da escravatura em sua fala do trono de 1867, com Porto Alegre sendo um dos poucos que o apoiou, lhe enviando uma carta de parabenização pela iniciativa. O Partenon Literário, sucessor espiritual do Instituto Histórico e Geográfico da Província de São Pedro, foi criado em 18 de junho de 1869 e Porto Alegre foi feito um membro honorário. Ele, que já havia começado um plano de aos poucos ir libertando seus próprios escravos, sugeriu durante uma das sessões a criação de uma associação civil dedicada à abolição da escravidão. Sua ideia não apenas foi bem recebida, más acabou se tornando realidade. A Sociedade Libertadora foi fundada em 29 de agosto e Porto Alegre foi escolhido como seu presidente, com seu principal objetivo sendo a compra da liberdade de crianças escravas.
Porto Alegre foi eleito deputado em 1872, assumindo o cargo no mesmo ano. José Maria da Silva Paranhos, Visconde do Rio Branco, liderou um gabinete Conservador que enfrentou grande oposição por parte de seus próprios partidários. Para ampliar sua base de apoio ele organizou as eleições de 1872 a fim de ganhar mais espaço para seu gabinete, apoiando até mesmo membros do Partido Liberal como Porto Alegre. Porto Alegre viveu em um hotel enquanto servia como deputado. Ele passava seu tempo ou nas sessões do parlamento ou na casa de sua irmã Joaquina Marques de Sousa, que havia se casado com um membro influente da família Carneiro Leão. Ele caiu de sua cupê enquanto estava na casa de seu amigo João Lustosa da Cunha Paranaguá (depois Marquês de Paranaguá). O ferimento gerou um abscesso e depois gangrena. Apesar da dor ele pouco reclamava, apenas dizia: "Isto é de mais". Porto Alegre morreu às 7h do dia 18 de julho de 1875. Seu corpo recebeu honras solenes de acordo com sua posição nas cidades do Rio de Janeiro, Rio Grande e por fim Porto Alegre. Dentre os homens que carregaram seu caixão no Rio de Janeiro estavam Caxias, Rio Branco, Tamandaré e Irineu Evangelista de Sousa, Visconde de Mauá. Ele foi enterrado no Cemitério da Santa Casa de Misericórdia em Porto Alegre.

## Legado

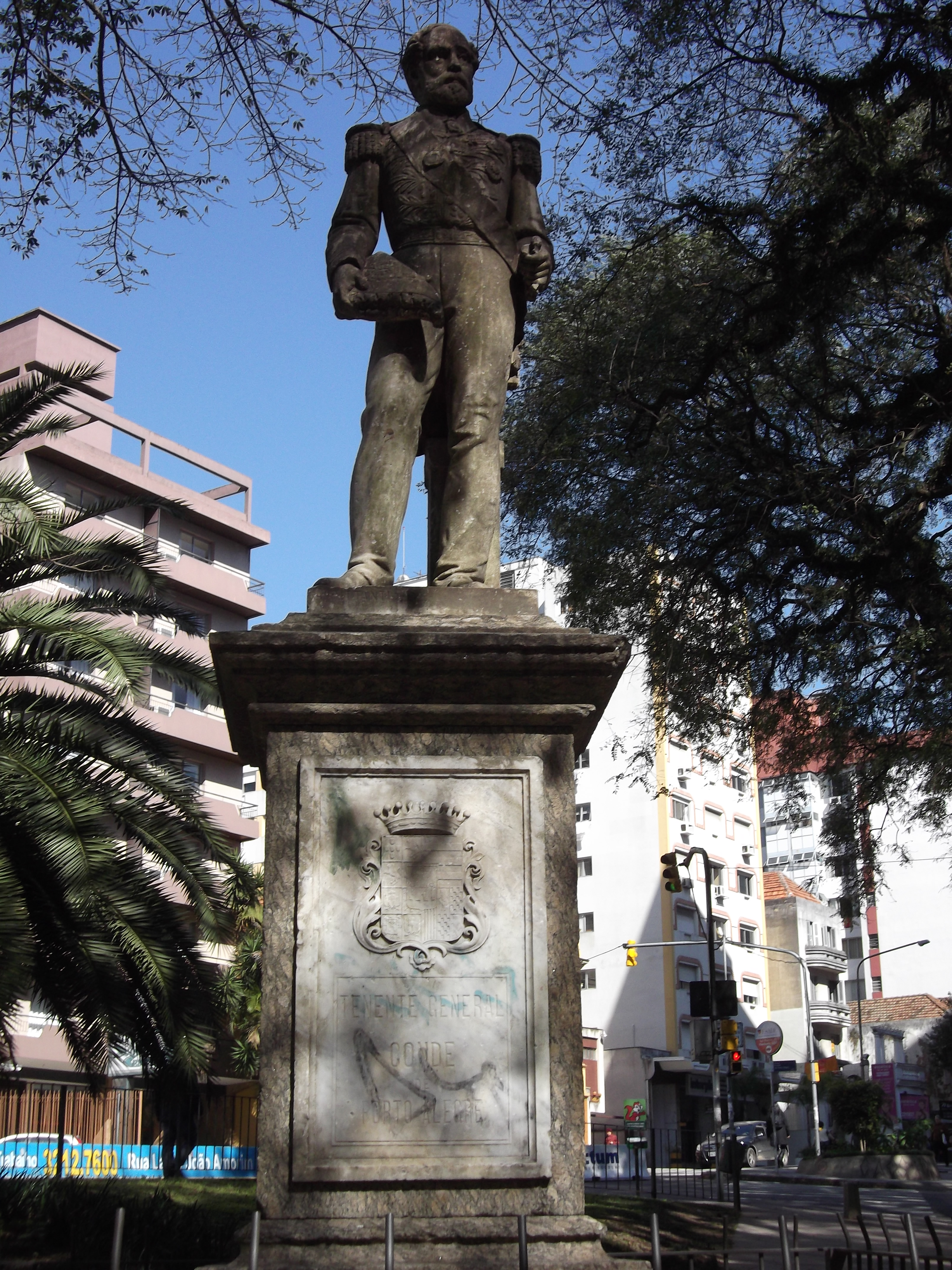
Monumento ao Conde de Porto Alegre na cidade de Porto Alegre

Porto Alegre foi admirado durante sua vida e por algum tempo depois. Felisberto Caldeira Brant Pontes, Visconde de Barbacena, achava que "Marques de Sousa era o mais brilhante tipo de soldado: heroico e patriótico". José Paranhos Júnior, Barão do Rio Branco, disse que ele era "um dos guerreiros mais ilustres que o Brasil teve". Alfredo d'Escragnolle Taunay, Visconde de Taunay, o considerava como um "grande guerreiro". Quase dez anos depois de sua morte, um monumento de mármore foi inaugurado em 1.º de fevereiro de 1885 na cidade de Porto Alegre. A celebração foi acompanhada por alegria pública e uma saudação de artilharia, tendo ainda a presença de D. Isabel, Princesa Imperial e herdeira de Pedro II, e seu marido o príncipe Gastão, Conde d'Eu.
A queda da monarquia em 1889 trouxe grandes mudanças na maneira como eventos passados eram vistos. Os farrapos foram reenquadrados como heróis no Rio Grande do Sul e Porto Alegre se tornou uma lembrança e símbolo embaraçoso do antigo regime. As memórias de outros oficiais militares contemporâneos seus foram sujeitas a um revisionismo, incluindo a de Caxias. Depois da morte de Porto Alegre uma placa de mármore com a inscrição "Aqui nasceu o digno Conde de Porto Alegre" foi colocada na entrada da casa em que havia nascido. A placa foi removida pelo dono da propriedade em 1893 e deixada para deteriorar. No final da década de 1890, o historiador Alfredo Ferreira Rodrigues lamentou que era o "testemunho da passagem de gratidão de um dia e da indiferença, do abandono, da ingratidão em que nós [brasileiros], um povo sem educação cívica, sabemos valorizar os serviços de grandes homens do passado". Apesar do exército ter lembrado de Caxias e celebrado seu centenário em 1903, o de Porto Alegre em 1904 passou despercebido.
O trabalho de alguns historiadores restaurou até certo ponto a reputação de Porto Alegre. Heitor Lira disse que "Porto Alegre foi certamente um oficial de grande valor". Antônio da Rocha Almeida o considerou como "um dos maiores soldados do Brasil". Gustavo Barroso o considerava como "a maior figura militar do Brasil depois de Caxias e Osório". Dante de Laytano disse que ele "foi um dos líderes militares mais brilhantes da História do Brasil". Porto Alegre recebeu em 16 de outubro de 1974 a honra menor de ser designado como o patrono do 8.º Regimento de Cavalaria, que recebeu o nome de Regimento Conde de Porto Alegre".

## Casamento e descendência
Casou, em primeiras núpcias, com Maria Balbina Álvares da Gama, filha do barão de Saicã; com quem teve uma única filha: Maria Manuela da Gama Marques. Casou, em segundas núpcias, com Bernardina Soares de Paiva, neta do 1.º visconde de Jaguari, prima-irmã do barão de Tramandaí e sobrinha do comendador Israel Soares de Paiva, que construiu a edificação que posteriormente ficaria conhecida como o Solar do Conde de Porto Alegre - o comendador Israel Soares de Paiva deixou o solar como herança para sua sobrinha, Bernardina Soares de Paiva, condessa consorte de Porto Alegre. Com Bernardina Soares de Paiva, o conde de Porto Alegre teve três filhas: Maria Bernardina Marques de Sousa (17 de outubro de 1860 - 15 de março de 1941) sem descendência, Clara, falecida ainda bebê (10 de abril de 1863 - 26 de dezembro de 1863) e Clara Marques  de Sousa (6 de setembro de 1867-15 de janeiro de 1936) com descendência.
Entre os descendentes de sua filha mais velha, Maria Manuela da Gama Marques, destaca-se José Mariano da Rocha Filho, fundador e primeiro reitor da Universidade Federal de Santa Maria.

## Títulos e honras

Brasão do Conde de Porto Alegre

### Nobreza
- 3 de março de 1852: Barão de Porto Alegre (com Grandeza)[58][118]
- 26 de agosto de 1866: Visconde de Porto Alegre (com Grandeza)[64][118]
- 11 de abril de 1868: Conde de Porto Alegre[63][118]

### Honras
- Grã-Cruz da Imperial Ordem de Nosso Senhor Jesus Cristo[108]
- Dignitário da Imperial Ordem do Cruzeiro[108]
- Cavaleiro da Imperial Ordem de São Bento de Avis[108]

### Honras militares
- Medalha da Campanha da Cisplatina (1811 e 1812)[108]
- Medalha da Campanha da Cisplatina (1815 e 1820)[108]
- Medalha de Monte Caseros[108]
- Medalha de Uruguaiana[108]
- Medalha ao Mérito por Bravura Militar[108]
- Medalha do Paraguai[108]

### Outros
- Presidente do Instituto Histórico e Geográfico da Província de São Pedro[68]
- Membro honorário do Partenon Literário[101]
- Presidente da Sociedade Libertadora[102]